# Clostridiales
Clostridiales è un ordine di batteri appartenente alla classe Clostridia.
Comprende le seguenti famiglie: 
- Acidaminococcaceae
- Clostridiaceae
- Eubacteriaceae
- Heliobacteriaceae
- Lachnospiraceae
- Peptococcaceae
- Peptostreptococcaceae
- Syntrophomonadaceae